# Alessandra Rosaldo
Alessandra Rosaldo (Cidade do México, 11 de setembro de 1971) é uma atriz, cantora, apresentadora e compositora mexicana. 

## Biografia
Alessandra sempre esteve rodeada pela música e pela atuação. Aos 12 anos,começou a participar dos coros e que inclusive protagonizaram um filme infantil. Aos 19 anos se reuniu com Chacho Gaytán em um aeroporto, desde então se tornaram grandes amigos. 
Estreou na TV como atriz em 1999, na telenovela DKDA: Sueños de juventud. Dois anos depois, em 2001, participou das telenovelas Aventuras en el tiempo e Salomé.
Em 2004 participou da novela Amarte es mi pecado, o que lhe rendeu à indicação de melhor atriz revelação. Em 2005, protagoniza a novela infantil Sueños y caramelos, ao lado de René Strickler, Nashla Aguilar , Nora Salinas e Luciano Corigliano
Após vários anos afastada da TV, regressou às novelas em 2011, como protagonista da novela Ni contigo ni sin ti, ao lado de Laura Carmine, Eduardo Santamarina e Erick Elias.  Em 2012 fez uma participação em Por ella soy Eva.

## Vida Pessoal
Em 7 de julho de 2012 se casou com o ator Eugenio Derbez.  Em 4 de agosto de 2014, ela deu à luz sua primeira filha, Aitana. 

## Carreira

### Telenovelas
- Por ella soy Eva (2012) - Duquesa
- Ni contigo ni sin ti (2011) - Julia Mistral
- Sueños y caramelos (2005) - Fátima
- Amarte es mi pecado (2004) - Paulina Almazán
- Salomé (2011) - Karla Montesino
- Aventuras en el tiempo (2001) -  Flor
- DKDA: Sueños de juventud (1999) - Brenda Sakal

### Filmes
- No se aceptan devoluciones (2013) - Renée

## Como Cantora
- 1993 Sentidos Opuestos (Com Sentidos Opuestos)
- 1994 Al Sol que más Calienta (Com Sentidos Opuestos)
- 1996 Viviendo del Futuro (Com Sentidos Opuestos)
- 1998 Viento a Favor (Com Sentidos Opuestos)
- 1999 Toy Story Soundtrack (Edição Hispana)
- 2000 Moviemiento Perpetuo (Com Sentidos Opuestos)
- 2000 DKDA soundtrack Album  (Com DKDA)
- 2001 En Vivo (Com Sentidos Opuestos)
- 2002 Aler Ego  (EMI Music México)
- 2004 Alter Ego / Amarte es mi pecado
- 2005 Sueños y Caramelos (Trilha Sonora da Telenovela)
- 2006 Rompecorazones  (EMI Music México)
- 2009 Alessandra (Star Music)
- 2010 Breathless (Star Music)
- 2012 Zona Preferente (Com Sentidos Opuestos)

### Singles
- 2002 Amandote
- 2002 Tu Amor
- 2003 Flash Back
- 2004 No Se Hablar De Amor
- 2004 Amarte Es Mi Pecado (dueto con Ricardo Montaner)
- 2006 Amame, Bésame
- 2010 La Octava Maravilla
- 2010 Donde Están

## Prêmios e Indicações

### Premios TVyNovelas
| Ano  | Categoria                 | Telenovela                                 | Resultado  |
| ---- | ------------------------- | ------------------------------------------ | ---------- |
| 2004 | Melhor revelação feminina | Amarte es mi pecado                        | Indicada   |
| 2004 | Melhor tema musical       | "Amarte es mi Pecado" com Ricardo Montaner | Vencedores |
| 2000 | Melhor Debutante do ano   | DKDA: Sueños de juventud                   | Vencedora  |

### Premio Lo Nuestro
| Ano  | Categoria           | Resultado |
| ---- | ------------------- | --------- |
| 2004 | Melhor Artista Nova | Ganhadora |

### Prêmio Bravo
| Ano  | Categoria                    | Obra                  | Resultado |
| ---- | ---------------------------- | --------------------- | --------- |
| 2009 | Revelação feminina no Teatro | Una Eva y Dos Patanes | Ganhadora |

### Diosas de Plata
| Ano  | Categoria          | Filme                      | Resultado |
| ---- | ------------------ | -------------------------- | --------- |
| 2014 | Revelação feminina | No se aceptan devoluciones | Nomeada   |

## Ligações Externas
- Alessandra Rosaldo. no IMDb.
- Biografia de Alessandra Rosaldo (Em esmas.com)